# Göran Kropp
Lars Olof Göran Kropp, född 11 december 1966 i Jönköping, död 30 september 2002 nära Vantage i Kittitas County, Washington, var en svensk bergsbestigare och äventyrare. Kropp var sambo med bergsbestigaren och äventyraren Renata Chlumska. Han utsågs till "Årets smålänning" år 1993. Författaren David Lagercrantz, som skrivit boken 8000+ om Kropps liv, har beskrivit honom som en "äventyrsrockstjärna".
Kropp avled i en klättringsolycka i USA när tre av hans utplacerade säkerhetskilar släppte vid ett fall från 20 meters höjd.

## Uppväxt
Kropp besteg som sexåring 1972 Galdhøpiggen i Norge, tillsammans med sin pappa Gerhard. När hans skoltid var över blev han fallskärmsjägaraspirant. Han tränade mycket hårt och sprang en mil om dagen och styrketränade. På regementet träffade han sin blivande klätterkompis Mats Dahlin.

## Bestigningar
År 1988 reste Kropp för att bestiga sitt första höghöjdsberg Pik Lenina, 7 134 meter högt, beläget i Kina/Tadzjikistan/Kirgizistan. Kropp och hans kamrater besteg toppen på rekordtiden 10 dagar. År 1989 var tanken att Kropp skulle klättra upp på Cho Oyu i Himalaya, men han fick inget tillstånd. Istället for han till Sydamerika och besteg Illiniza Sur (5 266 m), Cotopaxi (5 897 m), Illimani (6 300 m), Huyana Potosi (6 095 m) och Illampu (6 520 m). År 1990 besteg han tillsammans med Rafael Jensen berget Muztagh Tower (7 273 m) i Pakistan. Berget är ett av de svårare 7 000-metersbergen i Himalaya och deras bestigning kom att bli den fjärde på berget.
År 1991 var Kropp tillbaka i Himalaya, denna gång för att bestiga Pik Pobeda (7 439 m) i östra Kazakstan. Tillsammans med Mats Dahlin så gjorde Kropp ett toppförsök, men Dahlin tvingades avbryta sitt försök på grund av att han kände sig dålig. Kropp fortsatte och nådde toppen med svår huvudvärk. År 1992 fick Kropp tillstånd till att bestiga Cho Oyu. Som en förberedelse klättrade Kropp tillsammans med Dahlin i Chamonix-Mont-Blanc. Under en klättring i Aiguille Verte föll en sten från toppkammen och träffade Dahlin precis under hjälmkanten på tinningen. Dahlin avled av sina skador. Kropp bestämde sig för att i alla fall bestiga Cho Oyu, med motiveringen att hans kamrat skulle ha velat att han fortsatte klättra.
Kropp kom senare att bestiga Cho Oyu efter att i sin Range Rover ha åkt bil till Nepal. På toppen placerade Kropp ut Dahlins isyxa med en bild av Dahlin riktad mot Mount Everest.

### K2
År 1993 återvände Kropp till Karakoram, denna gång för att bestiga K2. Från början var det tänkt att Kropp skulle delta i en svensk expedition, men Kropp insåg att om han skulle kunna nå toppen före deltagarna i den svenska expedition skulle han bli förste svensk och skandinav att nå toppen. Kropp köpte därför in sig i en slovensk expedition som skulle bestiga berget före svenskarna. Ytterligare en anledning var att hans Range Rover stod kvar i Pakistan sen hans Cho Oyu-bestigning året före på grund av att tullen i Iran vägrat släppa igenom den.
Det visade sig att Kropp hade blivit lurad av sina slovenska kamrater som hade bestämt sig för att lämna honom utanför sina klättringsplaner. Kropp slog sig istället samman med en engelsman som hade som mål att bli förste engelsman att komma ner levande från toppen. Under slovenernas toppförsök slog en våldsam storm till och strandsatte dem på hög höjd. Kropp gav sig upp för att rädda de han kunde. Någon vecka efter denna händelse klättrade han upp tillsammans med sin engelske kamrat, men engelsmannen föll, fick en spricka i benet och återvände neråt. Kropp klättrade vidare och nådde toppen ensam, utan syrgastuber. På vägen ner slog ytterligare en storm till på berget och strandsatte Kropp på 8 000 meter över havet i den så kallade "dödens zon". Kropp klarade sig senare ner till baslägret.
Mediaintresset efter bestigningen visade sig vara stort och Kropp startade därefter sitt företag Kropp & Äventyr AB, som drev en klätterbutik och hade klätterkurser.
År 1994 återvände Kropp ännu en gång till Karakoram i sällskap med Andrew Lock samt de svenska klättrarna Mats Holmgren och Nicolas Gafgo. Målet var Broad Peak och ursprungstanken var att försöka sig på en dittills obestigen kam, syd-sydvästkammen, på vilken flera namnkunniga klättrare misslyckats. Även detta team misslyckades och fick vända på cirka 7000 m. Istället valde man att lägga kraft på Broad Peaks normalväg, där Lock, Holmgren och Kropp nådde förtoppen. Kropp gjorde ytterligare ett försök att nå huvudtoppen och lyckades på en mycket snabb tid, efter en soloklättring utan några avbrott.

### Mount Everest
Den 3 maj 1996 gjorde Kropp ett misslyckat toppbestigningsförsök av Mount Everest utan syrgastuber, efter att ha cyklat dit från Skinnarviksberget i Stockholm. Han beslutade vända 100 meter från den högsta toppen. Därefter vilade han upp sig i baslägret och bevittnade under denna tiden "1996 Mount Everest disaster", där 13 människor dog – delvis för att de inte vände i tid. Den 23 maj gjorde han ett nytt försök, även denna gång utan syrgas, och nådde då till sist toppen.
När han klättrat ner igen cyklade han hem tillsammans med Renata Chlumska, som under den slutliga klättringen befunnit sig i baslägret. Kvinnor var förbjudna att cykla i Iran, och de fick inget visum i Ryssland. Paret tog då tåget från Almaty i Kazakstan till Moskva. De cyklade sedan vidare till Sankt Petersburg, fortsatte genom Finland och kom den 16 oktober 1996 till Stockholm.

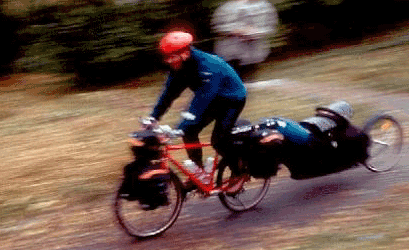
Göran Kropp lämnar Skinnarviksberget i Stockholm på väg mot Mount Everest.

### Död
Göran Kropp omkom 30 september 2002 i en klättringsolycka nära Vantage i Washington, i nordvästra USA. Olyckan skedde i en klättringsled vid namn Air Guitar, en relativt lätt klättringsled som i den amerikanska skalan har svårighet 5.10a, vilket motsvarar 6 i det svenska bedömningssystemet. Trots att leden består av porös tuffsten valde Kropp och hans replagskamrat Erden Eruc att säkra sig på traditionellt sätt med kilar som placeras i sprickor och håligheter i berget av klättrarna själva, istället för att använda ledens sportklättringsbultar.
Av en skaderapport från Eruc framgår att Kropp föll vid en klätterhöjd av 20 meter och att tre av totalt minst fyra utplacerade kamkilar släppte vid fallet. Den sista säkerhetskilen räckte inte för att bromsa i tid och Kropp landade på en klipphylla och avled. Erden Eruc, som hade till uppgift att säkra repet från klipphyllan när olyckan skedde, skadades lindrigt när han försökte hejda Kropps fall genom att dra åt repet och låsa det med sin arm. Han gav sedan Kropp hjärt- och lungräddning med sin kvarvarande arm, men utan framgång.
Kropp var vid sin död folkbokförd i Jakobsbergs församling, Stockholms län.

## Övrigt
År 1997 deltog Göran Kropp i hela Vasaloppsveckan. Hans tider var:
- Söndag: Öppet spår 90 km, tid 6.59.
- Måndag: Öppet spår 90 km, tid 7.15 (deltog även i Halvvasan 45km).
- Tisdag: Öppet spår 90 km, tid 7.53.
- Söndag: Vasaloppet 90 km, tid 6.58.